# Stratospongilla akanensis
Stratospongilla akanensis är en svampdjursart som först beskrevs av Sasaki 1970.  Stratospongilla akanensis ingår i släktet Stratospongilla och familjen Spongillidae. Inga underarter finns listade i Catalogue of Life.